# Патріс Леконт
Патрі́с Леко́нт (фр. Patrice Leconte; нар. 12 листопада 1947, Париж) — французький режисер, актор, сценарист і автор коміксів.

## Біографія
Народився 12 листопада 1947 року в Парижі. Дитинство Леконта минає в Турі. З 15-и років знімає невеликі аматорські фільми. У 1967 році він переїжджає до Парижа на навчання. Бере участь в діяльності журналу Cahiers du cinéma (Кінематографічні зошити) і більш-менш успішно знімає короткометражні фільми. Паралельно Леконт дописує в журнал Pilote у 1970—1974 роках, створюючи дуже оригінальні ілюстрації, та знімає рекламні ролики.
Перші повнометражні фільми Леконта залишилися непоміченими або ж отримали негативну критику. У 1975 році він береться за дуже амбітний проект — екранізацію персонажів Марселя Готліба у фільмі Туалет було зачинено зсередини (Les vécés étaient fermés de l'intérieur) з Жаном Рошфором і Колюшем у головних ролях. Фільм погано зустріли критики. Патріс починає вважати, що вибрав неправильну дорогу в кінематографі, і зосереджується на кар'єрі рекламіста. У 1977 році він погоджується на ще один проект — екранізацію п'єси кафе-театру Любов, мушлі та ракоподібні під назвою Засмаглі. Фільм стає одним з найуспішніших у французькому кінематографі.
Протягом десяти подальших років Леконт знімає комедійні фільми, де грають члени комедійної трупи кафе-театру Splendid, а також Колюш, Бернар Жиродо, Жерар Ланве та інші. Комедії часто успішні (Прийди до мене, я живу в подруги; Спеціалісти).
Тоді Леконт вирішує змінити жанр і знімає три фільми зовсім іншого характеру, ніж попередні. У першому з них — фільмі Тандем — зіграли Жерар Жюньйо (це перша серйозна драматична роль цього коміка) та Жан Рошфор. Потім він знімає нову екранізацію роману Жоржа Сіменона, в якій Мішель Блан з'являється в зовсім не притаманному йому амплуа. Це — стрічка Мосьє Ір (Monsieur Hire, 1989). Третій фільм — Чоловік перукарки (Le Mari de la coiffeuse, 1990). І у всіх трьох випадках публіка позитивно сприймає цю зміну стилю — завдяки зусиллям, які докладає Леконт для створення естетики та ритму фільмів, вдалому управлінню напругою та грою акторів.
Наступні фільми виявляються невдалими, і Леконт знову змінює амплуа в 1995 році — цього разу на історичні фільми. Публіка і критики прихильно зустріли фільм Насмішка (Ridicule), а Леконт отримав дві премії Сезар: як найкращий режисер та за найкращий фільм.
З того часу ім'я Леконта укріпилося у французькому кінематографі. Його роботи мають поперемінний успіх, іноді він займає позицію, різко протилежну до позиції кінокритиків. У 2005 році трупа кафе-театру Splendid звертається до нього з пропозицією зняти третю частину Засмаглих — Засмаглі-3 — Друзі на все життя (Les Bronzés 3 — Amis pour la vie), яка вийшла на екрани 1 лютого 2006 року.
Леконт патронує діяльність Асоціації Thibfilms, яку створили четверо шістнадцятирічних підлітків в Аннесі. Метою асоціації є сприяння рекламі та зйомкам мультфільмів, коміксів, документальних фільмів та художніх фільмів для дітей та підлітків.
Леконт також іноді бере участь у програмі Лорана Рук'є On va s'gêner на каналі Europe 1.
Патріс Леконт одружений з Аньєс Беро, прес-секретарем журналу Cahiers du cinéma. У пари двоє дочок: Марі і Аліс.
Завдяки Патрісові Леконту Жерар Жюньйо, Мішель Блан, Шарль Берлін і Даніель Отей були номіновані на Сезаря за найкращу чоловічу роль. Серед жінок за найкращу жіночу роль були номіновані Жульєт Бінош і Ванесса Параді. Лише Даніель Отей отримав нагороду.

## Фільмографія

### Режисерська

#### Повнометражні фільми
- - 1976 : Туалет був замкнений зсередини (Les vécés étaient fermés de l'intérieur)
  - 1978 : Засмаглі (Les Bronzés)
  - 1979 : Засмаглі на лижах (Les Bronzés font du ski)
  - 1981 : Прийди до мене, я живу в подруги (Viens chez moi, j'habite chez une copine)
  - 1982 : Мою дружину звати повернись (Ma femme s'appelle reviens)
  - 1983 : Проїжджайте стороною (Circulez y a rien à voir)
  - 1985 : Спеціалісти (Les Spécialistes)
  - 1987 : Тандем (Tandem)
  - 1989 : Мосьє Ір (Monsieur Hire)
  - 1990 : Чоловік перукарки (Le Mari de la coiffeuse)
  - 1991 : Проти забуття (Contre l'oubli) (колективний фільм)
  - 1993 : Танго (Tango)
  - 1994 : Парфуми Івонн (Le Parfum d'Yvonne). Сценарій за романом Патріка Модіано «Сумна вілла».
  - 1995 : Люм'єр і компанія (Lumière et Compagnie) (колективний фільм)
  - 1996 : Насмішка (Ridicule)
  - 1996 : Велике турне (Les Grands Ducs)
  - 1998 : Один шанс на двох (Une chance sur deux)
  - 1999 : Дівчина на мосту (La Fille sur le pont)
  - 2000 : Вдова з Сен-П'єра (La Veuve de Saint-Pierre)
  - 2001 : Фелікс і Лола (Félix et Lola)
  - 2002 : Вулиця насолод (Rue des plaisirs)
  - 2002 : Чоловік з поїзда (L'Homme du train)
  - 2004 : Надто інтимні зізнання (Confidences trop intimes)
  - 2004 : Догора — розплющіть очі (Dogora — ouvrons les yeux)
  - 2006 : Засмаглі-3 — друзі на все життя (Les Bronzés 3 — Amis pour la vie)
  - 2006 : Мій найкращий друг (Mon meilleur ami)
  - 2008 : Війна красунь (La Guerre des miss)
  - 2011 : Побачити море (Voir la mer)
  - 2012 : Магазин самогубств (Le magasin des suicides) (мультфільм)
  - 2014 : Ані хвилини спокою (Une heure de tranquillité)

### Операторська
- - 1987 : Тандем (Tandem)
  - 1989 : Мосьє Ір (Monsieur Hire)
  - 1990 : Чоловік перукарки (Le Mari de la coiffeuse)
  - 1991 : Ударник в Болеро (Le Batteur du Boléro)
  - 1993 : Танго (Tango)
  - 1995 : Насмішка (Ridicule)
  - 1996 : Велике турне (Les Grands Ducs)
  - 1997 : Один шанс на двох (Une chance sur deux)
  - 1998 : Дівчина на мосту (La Fille sur le pont)
  - 1999 : Вдова з Сен-П'єра (La Veuve de Saint-Pierre)
  - 2000 : Фелікс і Лола (Félix et Lola)
  - 2001 : Вулиця насолод (Rue des plaisirs)
  - 2011 : Побачити море (Voir la mer)
  - 2014 : Ані хвилини спокою (Une heure de tranquillité)

### Сценаристська
- - 1975 : Туалет був замкнений зсередини (Les vécés étaient fermés de l'intérieur)
  - 1978 : Засмаглі (Les Bronzés)
  - 1979 : Засмаглі на лижах (Les Bronzés font du ski)
  - 1980 : Прийди до мене, я живу в подруги (Viens chez moi, j'habite chez une copine)
  - 1981 : Мою дружину звати повернись (Ma femme s'appelle reviens)
  - 1983 : Проїжджайте стороною (Circulez y a rien à voir)1987 : Tandem
  - 1989 : Мосьє Ір (Monsieur Hire)
  - 1990 : Чоловік перукарки (Le Mari de la coiffeuse)
  - 1991 : Ударник в Болеро (Le Batteur du Boléro)
  - 1993 : Танго (Tango)
  - 1993 : Парфуми Івонн (Le Parfum d'Yvonne)
  - 1996 : Велике турне (Les Grands Ducs)
  - 1997 : Один шанс на двох (Une chance sur deux)
  - 2003 : Надто інтимні зізнання (Confidences trop intimes)

### Акторська
- - 1972 : Рік 01 (L'An 01) Жака Дуайона
  - 1984 : Піно — простий поліцейський (Pinot simple flic) Жерара Жюньйо
  - 1995 : Люм'єр і компанія (Lumière et Compagnie) (колективний фільм)
  - 1996 : Син Гасконі (Le Fils de Gascogne) Паскаля Об'є (тут Леконт зіграв самого себе)
  - 2008 : Мої зірки і я (Mes stars et moi) Летиції Коломбані